# M-2 (Pakistan)

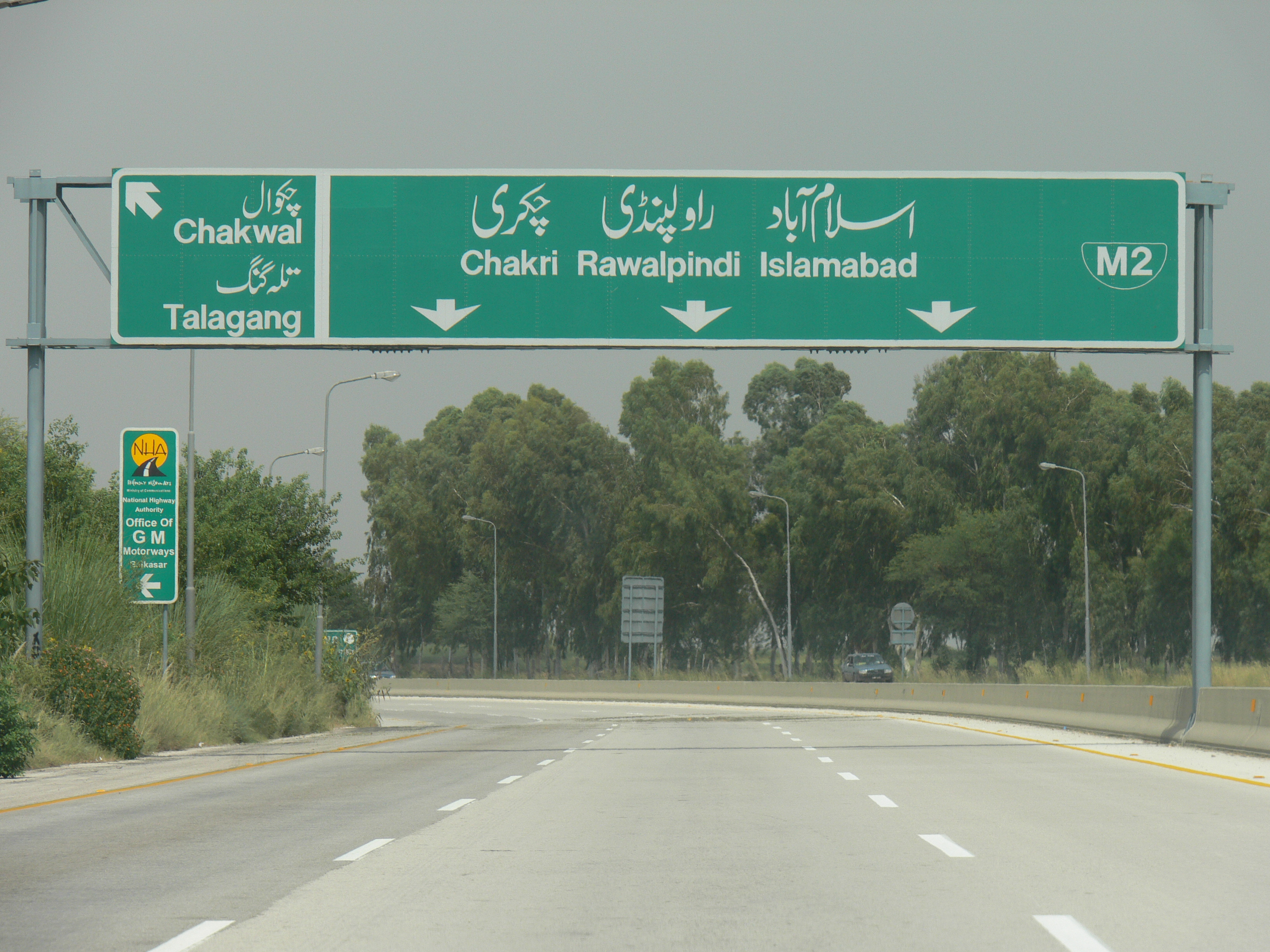

De M-2 (Urdu:ایم )٢ موٹروے ) of Lahore–Islamabad Motorway (Urdu: لاہور-اسلام آباد موٹروے) is een autosnelweg in Pakistan. De M-2 verbindt Lahore met de M-4, M-3, M-1 en L-20 in Islamabad over een afstand van 375 kilometer. De snelweg werd geopend in 1997.
M-1 ·
M-2 ·
M-3 ·
M-4 ·
M-5 ·
M-6 ·
M-7 ·
M-8 ·
M-9 ·
M-10 ·
M-11 ·
M-12 ·
M-13 ·
M-14 ·
M-15 ·
M-16 ·
L-20